# 三乡镇 (宜阳县)
三乡镇，是中华人民共和国河南省洛陽市宜阳县下辖的一个乡镇级行政单位。

## 行政区划
三乡镇下辖以下地区：
东村、杨圪塔村、可乐湾村、西村、上庄村、下庄村、南寨村、河西村、后院村、后寨村、仁村、西柏坡村、东柏坡村、西王村、坡头村、东王村、古村、下马沟村、流渠村、马湾村、滩子村、吉家庙村、桑子沟村、上沟村、东阳村、南村和王岭村。